# Eritrean Airlines
L'Eritrean Airlines è la compagnia aerea di bandiera dell'Eritrea, completamente gestita dal governo. Essa offre servizio aereo da e per l'Europa, l'Africa ed il Medio Oriente ed ha in programma l'acquisizione di nuovi aeromobili e l'avvio di nuove tratte intercontinentali. Il suo hub è l'aeroporto Internazionale di Asmara.
A meno che non operi in wet lease, la compagnia aerea fa parte della lista dei vettori aerei soggetti a divieto operativo nell'Unione europea, e pertanto non può volare nel suo spazio aereo.

## Storia
La compagnia venne nominalmente istituita nel maggio 1991, servendo come agente di assistenza a terra all'aeroporto Internazionale di Asmara e ad Assab e Massawa. Agiva anche come agente di vendita per altre importanti compagnie aeree che volavano in Eritrea. Nel maggio 2002 venne decisa l'espansione nei servizi aerei. Nell'aprile 2003, un Boeing 767-300ER di 14 anni ex-EgyptAir venne noleggiato dalla Boeing e utilizzato per avviare le operazioni tra Asmara e Amsterdam. Fu il primo aereo di cui la compagnia aerea prese possesso e fu chiamato Queen Bee. Il Boeing 767 venne sostituito da un Airbus A320 nel 2006, da un Boeing 757 all'inizio del 2007 e da un MD-83 alla fine dello stesso anno.
Nell'aprile 2003, Eritrean Airlines avviò servizi regolari tra Asmara e Francoforte, Milano, Nairobi e Roma. Nel 2004, la compagnia aggiunse Amsterdam come altra destinazione e nel 2005 iniziarono i servizi per Gibuti e Dubai. Nel frattempo, la rotta verso Nairobi venne abbandonata. Nel 2006, i voli per Amsterdam furono abbandonati mentre i voli per Milano rimanevano stagionali. Il 21 settembre 2006, Eritrean Airlines stipulò un accordo con il governo pakistano per avviare voli diretti tra l'Eritrea e il Pakistan. La compagnia ricevette il permesso dall'Autorità per l'aviazione civile del Pakistan di avviare due voli a settimana ciascuno per Karachi e Lahore. Il servizio, con scalo a Dubai, veniva operato quattro volte a settimana su ciascuna rotta.
La compagnia annunciò nel 2008 che avrebbe iniziato i servizi stagionali per Bamako, per i viaggiatori dello Hajj. I voli per Gibuti sono stati interrotti alla fine del 2008 a causa delle rinnovate tensioni lungo il confine tra i due paesi e i voli per Francoforte sono stati cancellati nell'estate del 2009.
Nel giugno 2011, un alto funzionario del ministero degli Esteri eritreo ha affermato che il governo degli Stati Uniti aveva esercitato pressioni vietando alle società di noleggiare aerei in Eritrea. Ha affermato che Washington stava ricorrendo a tali atti illegali come parte dei suoi ostili tentativi di irrigidire le sanzioni anti-Eritrea, in un momento in cui il governo eritreo era impegnato nell'acquisto e nel leasing di aerei passeggeri sotto la nuova gestione pakistana.
Eritrean Airlines ha ripreso le operazioni il 16 luglio 2011. Ha inoltre introdotto una nuova livrea sul primo A320 ricevuto, utilizzato per il servizio inaugurale per Dubai e Lahore. In ottobre è stato aggiunto un secondo A320 e sono stati lanciati i voli per Karachi. Il vettore prevedeva inoltre di ripristinare i servizi nazionali una volta che la flotta Dornier attualmente immagazzinata fosse stata resa idonea al volo. I piani di flotta a lungo termine includevano l'introduzione di aeromobili a fusoliera larga come l'Airbus A330, nonché nuovi Boeing 737.

## Flotta

### Flotta attuale
Al 2022 Eritrean Airlines non ha in flotta alcun aereo, avendo restituito a inizio mese l'unico Boeing 737 a Yanair.

### Flotta storica
Eritrean Airlines operava in precedenza con i seguenti aeromobili: